# Зальхінг
Зальхінг (нім. Salching) — громада в Німеччині, розташована в землі Баварія. Підпорядковується адміністративному округу Нижня Баварія. Входить до складу району Штраубінг-Боген. Складова частина об'єднання громад Айтергофен.
Площа — 22,01 км2. Населення становить 2715 ос. (станом на 31 грудня 2020).

## Галерея

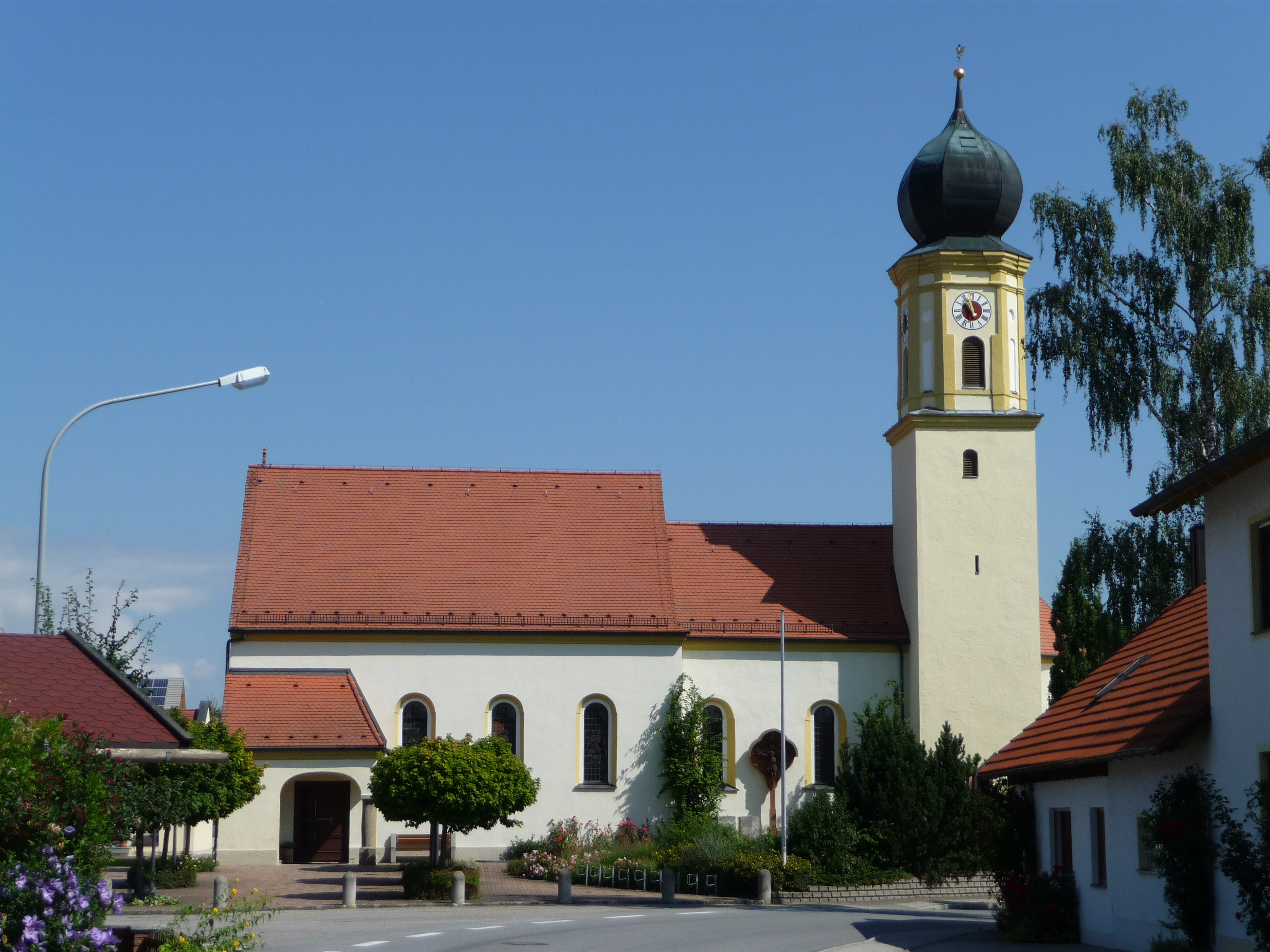